# Circuitul Monza
Autodromo Nazionale di Monza, cunoscut între fanii F1 și ca Monza, este un circuit de curse auto din Italia unde are loc anual Marele Premiu al Italiei. 
Monza este circuitul care a găzduit până acum cele mai multe curse de Formula 1, lipsind din calendar doar în 1980 când a fost în reconstrucție.